# Friedrichshainer SV Berolina Stralau 01 e.V.
Friedrichshainer SV Berolina Stralau 01 e.V. é uma agremiação esportiva alemã, fundada a 1 de julho de 1901, sediada em Berlim.

## História
É o sucessor do Berolina Berlim que foi formado em 1901 como Berliner Fußball-Club Libertas-Südost Berlim.
O Libertas atuou na Märkische Fußball-Bund, uma das primeiras ligas com sede em Berlim ativa entre 1901 e 1911. Adotou o nome Berliner Sport-Club Berolina, em 1909, e tornou-se parte da Oberliga Berlim (I) em 1913. Tendo feito campanhas em nível inferior, os seus melhores resultados foram um 3º lugar na MFB, em 1910, e um segundo na Oberliga em 1918.
A equipe se juntou ao Turnerkooperation Berliner, em 1918, como departamento de futebol e manteve a sua identidade como Fußballabteilung Berolina der BT. O time novamente se tornou independente em algum momento de 1923. Em 12 de maio de 1926, o Berolina se uniu ao Lichtenburger Sportclub 01 para formar o Berolina-Lichtenburger SC 01. O Lichtenburg era o produto da fusão de 22 de agosto de 1919 entre Lichtenburger Sport-Club 02 and Lichtenburger Sport-Club Frisch-Auf.
Em 1933, o futebol alemão foi reorganizado sob a égide do Terceiro Reich em dezesseis divisões máximas regionais. Embora o Berolina nunca tenha se classificado para jogar na Gauliga Berlin-Brandenburg (I), chegou à primeira fase da Tschammerspokal 1935, antecessora da DFB-Pokal, a Copa da Alemanha com vitórias sobre SC Victoria Hamburg e Vorwärts-Rasensport Gleiwitz antes de ser eliminado por 5 a 1 pelo por FC Hanau 93.

## Durante a Segunda Guerra Mundial e pós-guerra
Perto do final da Segunda Guerra Mundial, o SC se tornou parte do time de guerra Kriegspielgemeinde Berolina/Stalau Berlim ao lado do parceiro Sportverein Stralau. Após o conflito, as autoridade de ocupação dissolveram todas as instituições do país, incluindo o futebol e os clubes desportivos, como parte do processo de desnazificação. Muitos clubes foram logo restabelecidos e os membros do ex-Berolina criaram o Sportgruppe Stralau. Localizado na parte leste do país, ocupada pelos soviéticos, a equipe passou a fazer parte da competição de futebol separada que surgiu na Alemanha Oriental.
Em 1948, a equipe assumiu o nome SC Berolina 02 Stralau em 1949, tornando-se SG Berolina Stralau. O clube era um dos poucos de Berlim Oriental que foi capaz de retomar rapidamente sua identidade pré-guerra e que não foi considerado pelas autoridades como sendo demasiado burguês. No entanto, esses times não puderam se beneficiar das relações do Estado como apoio de patrocínio que se desenvolveram entre clubes desportivos e da indústria. A maioria, incluindo o Berolina, definhou nas divisões inferiores.
Em 21 de agosto de 1992 o SG se uniu ao Sportverein Eintracht Friedrichshain para dar vida ao Friedrichshaner SV Berolina Stralau 01. A equipe disputa a Bezirksliga Berlin (IX).

## Estatísticas
- Tschammerpokal: 1935;
- Stadtliga Berlin: 1945-46;